# Ковбої проти прибульців
«Ковбої проти прибульців» (англ. Cowboys & Aliens) — науково-фантастичний вестерн режисера Джона Фавро за мотивами однойменного коміксу. Фільм розповідає про те, що трапиться, якщо дві традиційно непримиренні сторони, ковбої та індіанці, отримають спільного ворога — іншопланетного завойовника. Прем'єра в США — 29 липня 2011.

## Сюжет
1873 рік, місто Абсолюшен, штат Аризона. У цю глуху американську провінцію прибуває незнайомець (Деніел Крейг), що втратив пам'ять. Єдиний натяк на його минуле — це дивні кайдани на одному з його зап'ясть. Мандрівник швидко дізнається, що жителі містечка не раді незнайомцям, та й взагалі вони виходять на вулиці лише за наказом полковника Долархайда (Харрісон Форд), що керує в цій місцевості залізною рукою.
Незабаром дивна поведінка жителів пояснюється. Періодично з неба падають жахливі створіння, які забирають все, що їм заманеться і тримають місто в панічному страху. Головний герой, який поступово згадує про те, що з ним сталося, стає єдиною надією міста на порятунок.

## У ролях
| Актор           | Роль                      |
| --------------- | ------------------------- |
| Деніел Крейг    | Джейк Лонерган            |
| Гаррісон Форд   | полковник Вудро Долархайд |
| Олівія Уайлд    | Елла Свенсон              |
| Сем Рокуелл     | Док                       |
| Ной Рінгер      | Еммет Таґгарт             |
| Пол Дано        | Персі Долархайд           |
| Кленсі Браун    | Мічем                     |
| Кіт Керрадайн   | шериф Джон Таґгарт        |
| Адам Біч        | Нет Колорадо              |
| Ебіґейл Спенсер | Еліс                      |
| Волтон Гоггінс  | Хант                      |
| Ваятт Расселл   | Маленький Міккі           |

## Відгуки
Фільм отримав змішані відгуки кінокритиків. На сайті Rotten Tomatoes позитивними виявилися 43 % рецензій. На Metacritic середній рейтинг фільму становить 49 балів з 100 на основі 40 оглядів.